# Люэян
Люэя́н (кит. упр. 略阳, пиньинь Lüèyáng) — уезд городского округа Ханьчжун провинции Шэньси (КНР).

## История
В 368 году до н. э. в этих местах было основано царство Цзюй (苴国). Впоследствии оно было завоёвано царством Цинь, а после создания первой в истории Китая централизованной империи эти земли вошли в состав уезда Цзямэн (葭萌县).
При империи Западная Хань в 111 году до н. э. в этих местах был создан уезд Цзюйсянь (沮县). После распада империи Хань и вступления Китая в эпоху Троецарствия эти места поначалу оказались в составе царства Шу, и здесь в 229 году была построена крепость Усин (武兴城).
При империи Восточная Цзинь в 390 году уезд Цзюйсянь был расформирован, но в 395 году был создан вновь. В 409 году уезд Цзюйсянь был переименован в Усин (武兴县). При империи Северная Вэй были образованы уезды Чанцзюй (长（苌）举县) и Миншуй (明水县). При империи Западная Вэй в 553 году уезд Усин был переименован в Ханьцюй (汉曲县), а уезд Миншуй был впоследствии переименован в Лоцун (落丛县).
При империи Суй в 596 году уезд Лоцун был переименован в Чубэй (厨北县), а в 588 году — в Миншуй (鸣水县); в 598 году уезд Ханьцюй получил название Шуньчжэн (顺政县). В 821 году уезд Миншуй был расформирован.
При империи Сун в 1207 году уезд Шуньчжэн был переименован в Люэян. После монгольского завоевания в 1283 году уезд Чанцзюй был присоединён к уезду Люэян.
Во время гражданской войны этот регион был занят войсками коммунистов в декабре 1949 года. В 1951 году был создан Специальный район Наньчжэн (南郑专区), и уезд вошёл в его состав. В октябре 1953 года Специальный район Наньчжэн был переименован в Специальный район Ханьчжун (汉中专区). В 1969 году Специальный район Ханьчжун был переименован в Округ Ханьчжун (汉中地区).
В 1996 году постановлением Госсовета КНР были расформированы округ Ханьчжун и город Ханьчжун, и образован городской округ Ханьчжун.

## Административное деление
Уезд делится на 2 уличных комитета и 15 посёлков.